# Alet-les-Bains
Alet-les-Bains – miejscowość i gmina we Francji, w regionie Oksytania, w departamencie Aude. W 2013 roku jej populacja wynosiła 460 mieszkańców. Przez gminę przepływa rzeka Aude. 

## Zabytki
Zabytki w Alet-les-Bains posiadające status Monument historique:
| - Opactwo w Alet-les-Bains - Katedra Notre-Dame d'Alet-les-Bains - Croix d'Alet-les-Bains - Kościół Saint-André d'Alet-les-Bains - Kościół de Saint-Salvaire - Hôtel Labattut - Hôtel de ville - Maison, Rue du Pont - Maison, Rue Cadène - Maison Bousquet | - Maison Calmet - Maison Digeon - Maison Fradin - Maison Larade-Avy - Maison Maury-Rigaud - Pałac biskupi w Alet-les-Bains - Most - Pont du Diable - Porte de Cadène - Porte Calvières |